# Dinera albida
Dinera albida är en tvåvingeart som beskrevs av Robineau-desvoidy 1863. Dinera albida ingår i släktet Dinera och familjen parasitflugor.
Artens utbredningsområde är Frankrike. Inga underarter finns listade i Catalogue of Life.